# Encyklopedie Navajo
Encyklopedie Navajo byl webový projekt české společnosti Microton, v němž tato společnost využila svůj překladač webových stránek Eurotran. Encyklopedie obsahovala strojové překlady vybraných článků z anglické verze Wikipedie do češtiny. Navajo byla pokračováním předchozího projektu Wikipedia Infostar téže firmy. Lišila se od něj tím, že byla 20. ledna 2006 doplněna o uživatelsky doplňovaný překladový slovník, podle nějž byly články v pravidelných intervalech znovupřekládány. Texty strojových překladů byly dostupné za podmínek licence GNU FDL. Poslední archivovaná verze hlavní stránky pochází z dubna 2011, poté byl projekt Encyklopedie Navajo patrně ukončen a doména využita pro jiné účely.
3. března 2006 obsahovala encyklopedie Navajo necelých 10 000 přeložených článků, 22. března 2006 již 20 000, 18. července 2006 přes 90 000 článků.
Strojové překlady byly velmi nepřesné a nekvalitní a byly dobrým zdrojem pobavení. Jsou proto prezentovány pouze jako přibližná informace o obsahu článku pro čtenáře neznalé angličtiny a jako případná pomůcka pro individuální (ruční) překlad.
Název encyklopedie souvisí s indiánským kmenem Navajo (česky Navahové). V americkém válečném filmu Kód Navajo (The Windtalkers) z roku 2002, inspirovaném skutečnými událostmi z 2. světové války, byl jazyk indiánského kmene tak dokonalým kódem, že radisty z tohoto kmene americká armáda používá v boji proti Japonsku, jehož armáda není schopna jej rozluštit. Ve skutečnosti byla šifra samozřejmě složitější.

## Ukázka
Pro žurnál, vidět ekologii (žurnál).
Ekologie, nebo ekologická věda, je vědecký výzkum distribuce a množství živých organismů a jak tyto vlastnosti jsou postižené vzájemnými ovlivňováními mezi organismy a jejich prostředím. Životní prostředí organismu zahrnuje oba fyzikální vlastnosti, který může být popisován jako suma místních abiotic faktorů jako sluneční insolation, klimatu a geologie, stejně jako jiné organismy, které sdílejí jeho lokalitu. Termín oekologie byl zpeněžil 1866 biologem Němce Ernst Haeckel; slovo je odvozeno z Řeka οικος (oikos, “domácnost”) a λόγος (logos, “studium”); proto “ekologie” znamená “studii o domácnosti [přírody]”.

 heslo Ekologie v encyklopedii Navajo